# 하귀초등학교
하귀초등학교는 대한민국 제주특별자치도 제주시 애월읍 하귀2리에 있는 공립 초등학교이다.

## 학교 연혁
- 1940년	3월 25일 하귀사립심상소학교 인가
- 1940년	9월 1일 하귀사립심상소학교 개교(2학년 2학급)
- 1941년 4월 1일 하귀사립국민학교 개칭
- 1946년	9월 1일 하귀공립국민학교 인가
- 1992년	11월 3일 남측 교사 6개 교실 철거 4개 교실 및 화장실 개축
- 1993년	11월 3일 급식조리실 및 식당 신축(276m2)
- 1994년	2월 24일 수영장 준공
- 1996년	3월 1일 하귀초등학교로 개칭
- 1997년	3월 1일 도교육청 지정 시범학교 운영(장애 아동과의 통합교육)
- 1999년	2월 23일 교실 3실, 특별실 3실, 화장실2동 증신축
- 2000년	9월 5일 교실 3층 증축
- 2001년	8월 25일 교실 2실, 화장실 1동 증축 및 과학실, 컴퓨터실 확장
- 2004년	2월 10일 북관 3층(교실4, 교원휴게실1, 다목적실1, 화장실2)교실 증축
- 2005년	11월 26일 교훈탑 및 학교 표석 준공
- 2006년	8월 24일 지휘대 및 국기게양대 시설 준공
- 2007년	10월 22일 도지정 에너지 절약 연구학교 공개보고회
- 2009년	2월 18일 CCTV 7곳 설치
- 2009년	3월 1일 제2기 제주형 자율학교 운영
- 2009년	11월 19일 인조잔디 운동장 개장 개장식 및 소체육회
- 2010년	2월 18일 체육관 부지(2,420m3)매입
- 2013년	11월 6일 체육관 및 급식소 공사 착공
- 2014년	7월 23일 체육관(일송관) 개관
- 2015년	6월 12일 비가림막 공사 완료
- 2016년	9월 1일 배종철 교장 부임
- 2017년	2월 7일 제75회 졸업, 졸업생 총수 (6,692명)
- 2018년 3월 1일 송준의 교장선생님 부임
- 2018년 7월 5일 새 수영장 개장
- 2019년 1월 7일 제77회 졸업, 졸업생 총수 (6,779명)
- 2019년 3월 1일 13학급 인가(특수학급 포함)

## 참고 자료
- 하귀초등학교 - 한국교육학술정보원 학교알리미